# مقاطعة يونيون (آيوا)
مقاطعة يونيون (بالإنجليزية: Union County)‏ هي إحدى مقاطعات ولاية آيوا في الولايات المتحدة الأمريكية.